# Erik Alvin
Erik Gustaf Markus Alvin, född 6 maj 1902 i Norrköpings Hedvigs församling, Östergötlands län, död 19 juni 1992 i Vänersborgs församling, Älvsborgs län, var en svensk musikdirektör, kompositör och organist.

## Biografi
Erik Alvin föddes 1902 i Norrköping. Han blev 1932 organist i Vänersborgs församling. Han avled 1992 i Vänersborg.
Erik Alvin är begravd på Kapellkyrkogården i Vänersborg.

## Verklista

### Orgelverk
- Symfoniskt orgelstycke.[3]
- Canzona romantica.[3]
- Lamentoso.[3]
- Invocation.[3]
- 'BACH' In memoriam.[3]
- Sostenuto och fughetta (på koralen Dig skall min själ sitt offer bära).[3]

### Sånger
- Vårt Sverige (Saga Walli)
- Bildskäraren (Verner von Heidenstam)
- Blomstervisa (Erik Axel Karlfeldt)
- Den tyngsta vägen (Verner von Heidenstam)
- En visa i folkton (Anna Preinitz)
- Fridlös (Ruben G:son Berg)
- Har du känt hur i sorgen växer (Anna Preinitz)
- Hon kom (K.G. Ossiannilsson)
- Höj dig min själ (Anna Preinitz)
- Konfirmationssång (Elis Erlandsson)
- Lyckans minut (Erik Lindorm)
- Mitt fosterland
- Mitt hjärta är det döda hav (Daniel Fallström)
- O Gud som åter tänder (Paul Nilsson)
- Paradisets timma (Verner von Heidenstam)
- September (Ruben G:son Berg)
- Signes visa (Karl Alfred Melin)
- Skin vackra sol (Anna Preinitz)
- Skogstjärnen (Ruben G:son Berg)
- Ty sol dröjer kvar över fjällen (Anna Preinitz)
- Vid sjön (Ruben G:son Berg)
- Vårt Sverige (Saga Walli)
- Välkommen, sommar (Sam Perman)
- I hagen (I. Björk)